# Neuronavigation
Die Neuronavigation ist ein computergestütztes Operationsverfahren aus der Neurochirurgie, das die Planung von Operationen und die räumliche Orientierung während des Eingriffes ermöglicht.
Dies geschieht durch die Anzeige von Bilddaten des Patienten am Operationsort: die gerade behandelte Stelle wird auf Patientenbildern visualisiert und das Operationsgerät wird darin exakt lokalisiert.
Hierzu werden das Koordinatensystem des Patienten und die Koordinatensysteme der dreidimensionalen Bilddaten zueinander in Korrelation gestellt – ein Vorgang, der als Registrierung bezeichnet wird. Als Bilddaten werden Daten aus der Computertomographie (CT), der Magnetresonanztomographie (MRT) und Ultraschall-Aufnahmen des Patienten herangezogen.

## Ursprünge in der Stereotaxie
Vorgängerin der Neuronavigation ist die Stereotaktische Hirnoperation, ein minimalinvasives Verfahren der Neurochirurgie, bei dem der Kopf des Patienten und die medizinischen Instrumente in einem fest verschraubten Rahmen fixiert sind. Dieser Rahmen entfällt in der Neuronavigation, da die Präzision durch computergraphische Modellierung und echtzeitfähige Lokalisation des Patienten und der Instrumente gewährleistet wird.

## Navigationssystem
Zur Neuronavigation wird gewöhnlicherweise ein System verwendet, das aus einem Navigationscomputer mit Patientendaten, mehreren Monitoren und verschiedenen Lokalisationselementen besteht.
Während der Operation wird die räumliche Lage des navigierten Instruments erfasst, durch den Navigationscomputer in Echtzeit evaluiert und auf den Monitoren mithilfe der Patientenbilddaten visualisiert. Zusätzlich können auf den Monitoren präoperativ geplante Strukturen dargestellt werden, die dem Chirurgen die Orientierung während des Eingriffs erleichtern. In die Neuronavigation können verschiedene Präzisionsinstrumente der minimalinvasiven Chirurgie, beispielsweise Videoendoskope
, integriert werden.